# 白喉犀鸟
白喉犀鳥（學名：Anorrhinus austeni，英文：Austen's Brown Hornbill），犀鸟科鳳頭犀鳥屬，體長約880毫米，成體背部為深棕灰色，腹部為淺棕色；喉部白色，飛翔時可看到翅的末端羽毛和尾尖兩邊的尾羽為白色。次級飛羽的下半段為淡黃色，羽上有白色和淡黃色斑點。

## 雌雄辨別
雌鳥的喙為暗棕色，雄鳥則為黃色。

## 主要分布
印度、泰國、越南、中國等地。